# ヒョウモンオトメエイ
ヒョウモンオトメエイ（学名：Himantura leoparda）は、アカエイ科に属するエイの一種。太平洋西部とインド洋の熱帯・亜熱帯海域に広く分布している。水深70 m未満の沿岸部の砂地に生息する。体盤は菱形で幅は1.8 mに達し、吻は尖り、尾は鞭状で細長い。成魚は黄褐色の地にヒョウのような暗褐色の模様があり、円盤の正中線に沿って拡大したハート型の皮歯が並んでいる。幼魚には大きくしっかりとした黒い斑点があり、皮歯はほとんど無い。分布域の多くで主に食用として漁獲されている。

## 分類
歴史的に、よく似たアミメオトメエイ、ハチノスオトメエイと混同されてきた。2008年には別種として記載され、模様から「leoparda」という種小名が提唱された。模式標本は、クイーンズランド州ウェイパ北西のカーペンタリア湾で採集された体盤幅1.1 mの雌であった。undulate whiprayとも呼ばれる。アミメオトメエイ、ゴウシュウオトメエイ、ハチノスオトメエイなどと同じ「uarnak」種群に属する。

## 分布と生息地
インド東部とスリランカ沖、フィリピンを含む東南アジア全域、南日本と台湾、ニューギニア、そしてコーラル湾からヨーク岬半島までのオーストラリア北部で報告されている。日本では沖縄県近海から知られる。底魚であり、海岸近くの砂泥底に生息。また沿岸の砂泥底域やサンゴ礁周辺の砂底に生息。時には河口から汽水域にも侵入する。生息水深は70 m未満。

## 形態
体盤幅1.4 m、全長4.1 mに達し、体盤は幅広の菱形で、中央がやや厚く、外側の角は狭く丸い。体盤前縁は波打っており、吻は幅広。吻の先端は明確に尖っている。幼魚は体盤の長さと幅がほぼ同じ。目は小さく、その後ろにほぼ長方形の噴水孔がある。鼻孔は長く狭く、その間には後縁が細かくフリル状になった幅広の皮褶がある。口は強い弓形で、角には浅い溝がある。口底には4つの短い乳頭があり、外側のものは小さい。乳頭は下顎にもある。歯は小さく、円錐形で鈍く、上顎には約59列ある。5対の鰓裂はS字型をしている。腹鰭はかなり細い。雄は丈夫なクラスパーを持つ。
尾は薄く鞭状で、長さは体盤の2.5 - 3.8 倍で、尾の基部の後方、体盤幅の半分ほどの長さの位置に、鋸歯状の毒棘がある。尾に尾褶は無い。成魚では目の前から尾まで、狭い間隔で突起が並んでいる。体盤の中心には、最大15 個のハート型の歯列が正中線に並んでおり、両側には大きな皮歯がある。尾の付け根には大きな皮歯が無い。出生時には背面が灰色から茶色で、大きな黒い斑点があり、棘までは尾の両側に暗い斑点の列があり、棘を超えると暗い輪と明るい輪が交互に現れる。斑点は体盤幅約55 cmで空洞になっており、黄褐色の地に大きな濃い茶色の輪といった、ヒョウのような模様となる。尾の輪は腹側に向かって鞍型になる。腹面は一様に白色である。模様には二つのタイプがあると考えられていたが、実際は Himantura tutul という別種であった。

## 生態
歴史的に他の種と混同されていたため、生態については不明な点が多い。甲殻類や小魚などを捕食していると考えられる。無胎盤性の胎生であり、母親が作り出す組織栄養物（「子宮乳」）によって胚が維持される。出生時は体盤幅約20 cm、全長92 cmで、アミメオトメエイやハチノスオトメエイよりも小さく、皮歯はほとんど無いか全く無い。これら2種とは対照的に、体盤幅50 cmの若魚は、背側の皮歯がまだ発達していない。雄は体盤幅70 - 80 cmで性成熟する。本種の寄生虫は、多節条虫亜綱の Parachristianella indonesiensis および P. baverstocki が挙げられる。

## 人間との関係
国際自然保護連合(IUCN)によって危急種に指定されている。インドネシアなどの地域では、底引網、延縄などを使って、主に食用のため肉を目的として、また皮や軟骨も目的として大量に漁獲されている。インドネシア東部で捕獲された個体のほとんどは幼魚であった。